# ベッツィ・ナゲルセン
ベッツィ・ナゲルセン（Betsy Nagelsen, 1956年10月23日 - ）は、アメリカ・フロリダ州セントピーターズバーグ出身の元女子プロテニス選手。
1978年の全豪オープン女子シングルス準優勝者。ダブルスでは、全豪オープンの女子ダブルスで1978年と1980年の2度優勝し、ウィンブルドンでも1987年に女子ダブルス準優勝があった。ナゲルセンはキャリアを通じて、シングルスよりもダブルスの分野で多くの好成績を出した。

## 略歴
1974年にプロ入りし、この年にウィンブルドンと全米オープンで3回戦に進出する。1974年当時、ウィンブルドン選手権の女子シングルスは「96名」の選手による7回戦制で行われていたが、全米オープン女子シングルスは「64名」の選手による6回戦制であった。ナゲルセンはウィンブルドン3回戦（ベスト32）でバージニア・ウェード、全米オープン3回戦（ベスト16）でビリー・ジーン・キング夫人に挑戦した。
その後、ナゲルセンは背中の故障でしばらく低迷期が続いたが、プロデビューから4年後の1978年全豪オープンでシングルス・ダブルスともに初の決勝進出を果たした。女子シングルス決勝では、ナゲルセンは世界ランキング111位のクリス・オニールに 3-6, 6-7 で敗れて準優勝になる。女子ダブルス決勝ではレナータ・トマノワ（チェコスロバキア）とペアを組み、佐藤直子とパム・ホワイトクロス（オーストラリア）組を 7-5, 6-2 で破って優勝した。佐藤はこの準優勝により、1975年ウィンブルドン女子ダブルスで優勝した沢松和子に続く偉業を逃した。当時の全豪オープンは、1977年に年頭の1月開催大会と年末の12月開催大会の2度行われた関係で、1978年大会の開催時期が年末の12月に変更され、期間は12月25日-31日の1週間であった。
翌1979年、ベッツィ・ナゲルセンは「ジャパン・オープン」の女子部門で単複優勝を成し遂げたが、シングルス決勝では佐藤直子を 6-1, 3-6, 6-3 で破って優勝した。1980年、ナゲルセンは全豪オープンの女子ダブルスで2年ぶり2度目の優勝を果たす。パートナーはマルチナ・ナブラチロワで、相手ペアはアン清村＆キャンディ・レイノルズ組であった。1981年はウィンブルドンで初のシングルス4回戦進出がある。1982年に手首の手術を受け、彼女は再び長期間のスランプを経験する。1978年全豪オープン準優勝の後、ナゲルセンの4大大会シングルス成績は、ウィンブルドン選手権で1981年・1986年と2度の4回戦進出が最高であった。
再三の故障を乗り越えて、ナゲルセンは1987年にダブルスで久々の好成績を出した。ウィンブルドン女子ダブルスと、全米オープン混合ダブルスの準優勝である。ウィンブルドンの女子ダブルスでは、ナゲルセンはエリザベス・スマイリー（オーストラリア）とペアを組み、決勝でクラウディア・コーデ＝キルシュ（当時西ドイツ）＆ヘレナ・スコバ（当時チェコスロバキア）組に 5-7, 5-7 で敗れた。全米オープンの混合ダブルスでは、パートナーはポール・アナコーン（アメリカ）で、決勝で敗れた相手はエミリオ・サンチェス（スペイン）＆マルチナ・ナブラチロワ組であった。この決勝戦は第2・第3セットがタイブレークにもつれ、ナゲルセンとアナコーンは最終第3セットのタイブレークを 10-12 で落として、結局 4-6, 7-6, 6-7 のスコアで競り負けた。30歳を過ぎてから迎えた2つのチャンスを、ナゲルセンは2つとも生かすことができなかった。
ベッツィ・ナゲルセンは1974年から1994年まで、21年間にわたって女子プロテニスツアーを転戦した後、1995年と1996年はウィンブルドン選手権の女子ダブルスのみに出場した。選手引退後は、IMG会長であった夫のマーク・マコーマック（1930年 - 2003年）とともに「マコーマック＝ナゲルセン・テニスセンター」で後進の育成に携わってきた。

## 主な成績
- 全豪オープン　女子シングルス準優勝：1978年／女子ダブルス優勝：1978年・1980年
- ウィンブルドン　女子ダブルス準優勝：1987年
- 全米オープン　混合ダブルス準優勝：1987年